# Laurence Aberhart
Laurence Aberhart är en nyzeeländsk fotograf, född 1949. Han föddes i Nelson tillsammans med fyra syskon, men flyttade till Lyttleton i slutet av 60-talet. Senare flyttade han till Russel där han bor och arbetar än idag. Aberhart reser mycket, och har skapat många samlingar från runt om i världen. Även om han fotograferar många olika saker, är han mest känd för sina fotografier av byggnader. Frimurarstugor, krigsminnesmärken, hus och ibland landskap. När det sades att han var byggnadsfotograf tog han en serie av porträtt för att få bort den markeringen.
Aberhart studerade för att bli lärare, och det var kring den här perioden som han började intressera sig för fotografi, efter att ha läst böcker i ämnet och sett en vän arbeta i mörkrummet. Aberhart lärde sig att fotografera på egen hand. När hans lärarutbildning var klar placerades han i Northland. Detta var hans enda jobb som lärare och kort efter detta så tog han upp fotografin seriöst.. Aberhart är inte gift, men han har tre barn, som avbildades i en serie under 80-talet.